# Rhynchospio glycera
Rhynchospio glycera är en ringmaskart som beskrevs av Blake och Kudenov 1978. Rhynchospio glycera ingår i släktet Rhynchospio och familjen Spionidae. Inga underarter finns listade i Catalogue of Life.